# Łukasz Kardas
Łukasz Kardas (1 de febrero de 1983) es un deportista polaco que compitió en remo. Ganó una medalla de oro en el Campeonato Mundial de Remo de 2007, en la prueba de dos con timonel.

## Palmarés internacional
| Campeonato Mundial | Campeonato Mundial | Campeonato Mundial | Campeonato Mundial |
| Año                | Lugar              | Medalla            | Prueba             |
| ------------------ | ------------------ | ------------------ | ------------------ |
| 2007               | Múnich (Alemania)  | Medalla de oro     | Dos con timonel    |